# Aristolochia kunmingensis
Aristolochia kunmingensis är en piprankeväxtart som beskrevs av C.Y. Cheng & J.S. Ma. Aristolochia kunmingensis ingår i släktet piprankor, och familjen piprankeväxter. Inga underarter finns listade i Catalogue of Life.